# Bärby och Huggsta
Bärby och Huggsta är en bebyggelse norr om kyrkbyn Danmark i Danmarks socken i Uppsala kommun, Uppland. Vid SCB:s ortsavgränsning 2020 avgränsades här en småort.